# Lough Cutra SPA
Lough Cutra SPA este o arie protejată (arie de protecție specială avifaunistică — SPA) din Irlanda întinsă pe o suprafață de 386,72 ha, integral pe uscat.

## Localizare
Centrul sitului Lough Cutra SPA este situat la coordonatele 53°02′04″N 8°46′55″W / 53.034561°N 8.78204°V.

## Înființare
Situl Lough Cutra SPA a fost declarat arie de protecție specială avifaunistică în noiembrie 1995 pentru a proteja 5 specii de animale.

## Biodiversitate
Situată în ecoregiunea atlantică, aria protejată nu include niciun habitat protejat.
La baza desemnării sitului se află mai multe specii protejate de  păsări (5): rață mare (Anas platyrhynchos), rața moțată (Aythya fuligula), Bucephala clangula, lebădă de iarnă (Cygnus cygnus), cormoran mare (Phalacrocorax carbo).
Pe lângă speciile protejate, pe teritoriul sitului au mai fost identificate 1 specie de păsări.